# Parlamentet
Parlamentet är ett humoristiskt TV-program i TV4, producerat av Jarowskij med inspiration från det brittiska TV-programmet If I Ruled the World. I programmet parodieras politiskt käbbel mellan partierna genom två paneler som sägs tillhöra ett röstningsblock, rött kontra blått, efter de traditionella politiska färgerna. Dessa är byggda på mer eller mindre spontana utspel och svar från medverkande komiker. Programmet hade premiär våren 1999 och sändes därefter varje höst och vår till och med 2011 varpå programmet lades ned på grund av andra programprioriteringar. 2014 var programmet tillbaka igen och fram till 2022 producerade TV4 en säsong per år med sändningar på höstar. I september 2023 meddelade TV4 att de hade bestämt att programmet ska ta ett uppehåll på obestämd framtid.
Från början spelades programmen in i studio 1 i TV4-huset, men efter ombyggnad var de tvungna att flytta inspelningarna till Sveriges Televisions studior. Till 2011 gjordes ytterligare en flytt, denna gång till Filmhusets lokaler. Samtliga säsonger från år 2014 har också spelats in i Filmhusets lokaler.

## Programupplägg
Varje program (dock ej oftast specialavsnitt) har upplägget mellan två paneler med komiker som vardera representerar ett parti: det blåa respektive det röda partiet. Enligt programmet ska panelerna föreställa på ett ungefärligt sätt de riktiga politiska färgerna i Sverige. Således föreställer det blåa partiets komiker politiker från svenska borgerliga (höger)partier medan det röda partiets komiker föreställer politiker från svenska socialistiska (vänster)partier. I varje program debatteras frågor utifrån partiernas olika ideologier och partisympatier dock med en alltid humoristisk och satirisk underton. Det kan dock tilläggas att partisidorna i panelstudion sitter tvärtom då det blåa partiet sitter till vänster om talmannen och det röda till höger om talmannen.
Genom säsongerna har vissa "partier" i programmet haft fasta panelmedlemmar medan andra partimedlemmar har växlat lag mellan säsonger. En del komiker har genom åren gjort auditions för att delta i programmet, men har senare inte blivit utvalda att medverka i någon av panelerna.

### Ronder
I ett avsnitt är det förekommande med olika ronder såsom ett eller flera diskussionspartier kring aktuella händelser och någon slags debatt i humoristisk ton mellan två personer, ett i respektive lag. En återkommande rond är Tips från coachen där en eller flera komiker i ett lag får olika uppmaningar att följa på en tv-skärm samtidigt som denne/dessa ska hålla en slags dialog med talmannen. De flesta avsnitten brukar också innehålla någon slags kunskapsrond där komiker ska svara "fel" på ett roligt sätt på talmannens frågor.  
Parlamentet innehåller även andra ronder som i vissa säsonger återkommer eller bara är tillfälliga i vissa säsonger. Ett exempel på en återkommande rond är Ja eller nej som går ut på att talmannen ställer olika frågor eller påståenden till komikerna vilka inte får besvara dessa med några hummande, jakande eller nekande svar som orden ja, nej och va, och heller inte med för lång tvekan. Så fort en i panelen bryter mot reglerna åker denne ut och ronden pågår till dess en eller flera vinnare är korade. Man kan även åka ut även om man inte blir tilltalad, exempelvis om vederbörande tyst för sig själv använder ett ja- eller nej-ord utan att ha fått frågan.

## Historia[1][2][5][6][7][8]
Den svenska originalpanelen bestod av Helge Skoog och Johan Wahlström i det blåa partiet samt Lasse Eriksson och Annika Lantz i det röda partiet, och därefter har ytterligare komiker tillkommit som till exempel Henrik Hjelt, Sissela Kyle, Pia Johansson, Babben Larsson och Annika Andersson vilka alla också har medverkat under många år. Några komiker, däribland Magnus Betnér, Henrik Dorsin, Johan Glans, Björn Gustafsson, Soran Ismail, Per Andersson och André Wickström, blev rikskända i och med sin medverkan i programmet. Alla säsonger hade sina producenter, däribland Anders S. Nilsson (som till och från även har varit programledare), Gustaf Skördeman, Stefan Wiik och Benjamin Thuresson.
Serien belönades med utmärkelser såsom Kristallen för bästa humorprogram 2005. Aftonbladets TV-pris har vunnits flera gånger i kategorierna bästa svenska program (2001, 2002, 2003, 2004), årets svenska underhållningsprogram (2002, 2003, 2004) och bästa humorprogram (2005, 2007).

Efter att TV4 hade sänt serien oavbrutet under höstar och vårar mellan 1999 och 2011 beslutade TV4 att lägga ned programmet på obestämd tid, men två och ett halvt år senare (hösten 2014) togs programserien upp igen och då återigen med Anders S. Nilsson som talman (programledare). Då 2014 var ett valår i Sverige gick hela programserien under titeln Parlamentet – superval 2014. TV4 fortsatte att spela in nya säsonger fram till 2022, dock endast på höstar istället för att ha två säsonger varje år. Efter höstsäsongen 2022 valde TV4 att återigen pausa programmet på obestämd framtid.

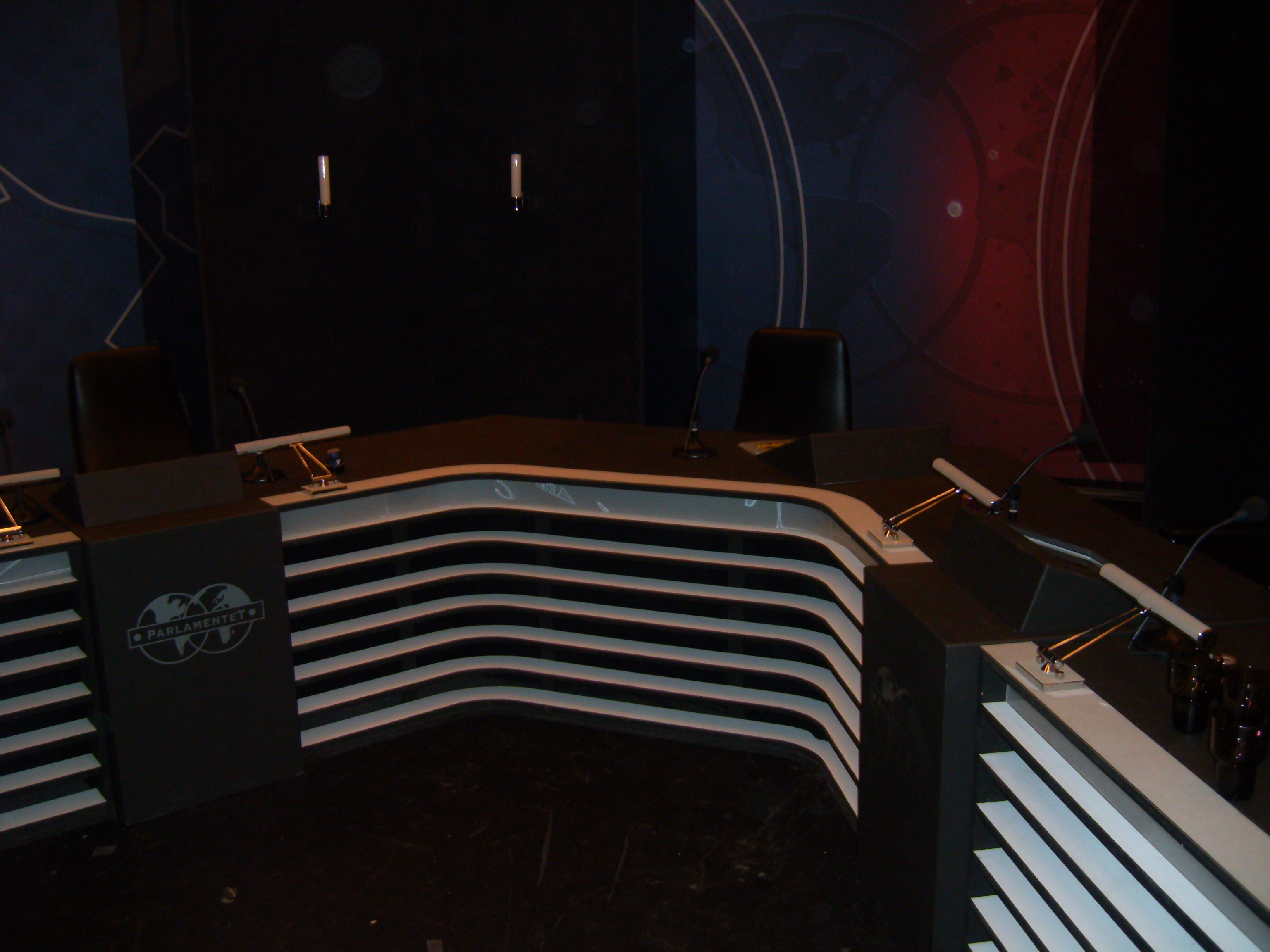
Parlamentets äldre dekor, från 2006 till 2010.

## Säsongsinformation
Se även: Lista över avsnitt av Parlamentet.
Här nedan syns säsongsstarter och säsongsavslutningar samt vem som varit talman under säsongerna. 
| Säsong | År   | Antal avsnitt | Säsongsstart | Säsongsavslutning | Sändningsdag & tid                                               | Talman (Programledare) |
| ------ | ---- | ------------- | ------------ | ----------------- | ---------------------------------------------------------------- | ---------------------- |
| 1      | 1999 | 12            | 18 januari   | 26 april          | måndagar kl. 21.30                                               | Staffan Ling           |
| 2      | 1999 | 12            | 6 september  | 22 november       | måndagar kl. 20.30                                               | Hans Rosenfeldt        |
| 3      | 2000 | 10            | 7 februari   | 1 maj             | måndagar kl. 20.30                                               | Hans Rosenfeldt        |
| 4      | 2000 | 12            | 4 september  | 20 november       | måndagar kl. 20.30                                               | Hans Rosenfeldt        |
| 5      | 2001 | 12            | 28 januari   | 13 maj            | söndagar kl. 19.30                                               | Hans Rosenfeldt        |
| 6      | 2001 | 12            | 9 september  | 25 november       | söndagar kl. 19.30 (söndagar kl. 20.30)                          | Hans Rosenfeldt        |
| 7      | 2002 | 12            | 10 februari  | 28 april 2002     | söndagar kl. 20.30                                               | Hans Rosenfeldt        |
| 8      | 2002 | 12            | 8 september  | 24 november       | söndagar kl. 20.30                                               | Hans Rosenfeldt        |
| 9      | 2003 | 13            | 16 februari  | 15 maj            | söndagar kl. 20.30                                               | Henrik Schyffert       |
| 10     | 2003 | 12            | 21 september | 14 december       | söndagar kl. 20.30                                               | Henrik Schyffert       |
| 11     | 2004 | 12            | 8 februari   | 2 maj             | söndagar kl. 20.30                                               | Anders S. Nilsson      |
| 12     | 2004 | 12            | 19 september | 5 december        | söndagar kl. 20.30                                               | Anders S. Nilsson      |
| 13     | 2005 | 12            | 13 februari  | 1 maj             | söndagar kl. 20.30                                               | Anders S. Nilsson      |
| 14     | 2005 | 12            | 25 september | 11 december       | söndagar kl. 20.30                                               | Anders S. Nilsson      |
| 15     | 2006 | 12            | 26 februari  | 21 maj            | söndagar kl. 20.30                                               | Anders S. Nilsson      |
| 16     | 2006 | 13            | 16 september | 17 december       | söndagar kl. 20.30                                               | Anders S. Nilsson      |
| 17     | 2007 | 12            | 18 februari  | 6 maj             | söndagar kl. 20.30                                               | Anders S. Nilsson      |
| 18     | 2007 | 13            | 23 september | 16 december       | söndagar kl. 20.30                                               | Anders S. Nilsson      |
| 19     | 2008 | 12            | 16 mars      | 1 juni            | söndagar kl. 20.30                                               | Anders S. Nilsson      |
| 20     | 2008 | 13            | 28 september | 21 december       | söndagar kl. 20.30                                               | Anders S. Nilsson      |
| 21     | 2009 | 12            | 1 mars       | 17 maj            | söndagar kl. 20.30                                               | Anders S. Nilsson      |
| 22     | 2009 | 12            | 27 september | 13 december       | söndagar kl. 20.30                                               | Anders S. Nilsson      |
| 23     | 2010 | 10            | 7 mars       | 23 maj            | söndagar kl. 20.30                                               | Anders S. Nilsson      |
| 24     | 2010 | 14            | 26 september | 19 december       | söndagar kl. 20.30                                               | Anders S. Nilsson      |
| 25     | 2011 | 12            | 28 januari   | 22 april          | fredagar kl. 21.30                                               | Pär Lernström          |
| 26     | 2011 | 12            | 24 augusti   | 10 november       | torsdagar kl. 21.30                                              | Pär Lernström          |
| 27     | 2014 | 6             | 23 augusti   | 28 september      | söndagar kl. 20.00                                               | Anders S. Nilsson      |
| 28     | 2015 | 8             | 23 augusti   | 11 oktober        | söndagar kl. 20.00                                               | Anders S. Nilsson      |
| 29     | 2016 | 16            | 28 augusti   | 9 december        | Avsnitt 1–8: söndagar kl. 20.00 Avsnitt 9–16: fredagar kl. 21.30 | Anders S. Nilsson      |
| 30     | 2017 | 8             | 27 augusti   | 15 oktober        |                                                                  | Anders S. Nilsson      |
| 31     | 2018 | 8             | 26 augusti   | 16 december       |                                                                  | Anders S. Nilsson      |
| 32     | 2019 | 8             | 18 augusti   | 13 oktober        | söndagar kl 20.00                                                | Anders S. Nilsson      |
| 33     | 2020 | 8             | 17 augusti   | 12 oktober        | måndagar kl 21.00                                                | Anders S. Nilsson      |
| 34     | 2021 | 8             | 23 augusti   | 11 oktober        | måndagar kl 21.00                                                | Anders S. Nilsson      |
| 35     | 2022 | 8             | 22 augusti   | 10 oktober        | måndagar kl 21.00                                                | Anders S. Nilsson      |

1. ↑  Det tredje avsnittet i säsong 35 blev till följd av en inplanerad partiledarutfrågning inför Riksdagsvalet 2022 framflyttat två dagar, från en måndag till en onsdag.

## Specialprogram
Inför de svenska riksdagsvalen 2002, 2006, 2010, 2014 och 2018 genomfördes specialutformade valprogram, där studion byggdes om och fler deltagare än två per lag deltog. 2003 och 2004 gjordes också program med det bästa som hittills sänts i Parlamentet. Programmet hette Parlamentet de luxe. År 2009 gjordes ett specialprogram för att fira 10 år med Parlamentet. 

### Valspecial 2002
Sändes den 15 september 2002, det vill säga samma dag som riksdagsvalet 2002 ägde rum.
- Blå laget: Mikael Tornving, Pia Johansson, Helge Skoog, Johan Rheborg och Sissela Kyle.
- Röda laget: Johan Ulveson, Claes Malmberg, Henrik Hjelt, Robert Gustafsson.

Valresultat: Röd seger med siffrorna 52 % mot 48 %.

### Valspecial 2006
Parlamentets valspäck sändes den 16 september 2006, det vill säga dagen före riksdagsvalet 2006 ägde rum.
- Blå laget: Mikael Tornving, Helge Skoog, Henrik Dorsin, Pia Johansson.
- Röda laget: Johan Glans, Magnus Betnér, Johan Ulveson, Henrik Hjelt.

Valresultat: Blå seger med siffrorna 51 % mot 49 %.

### Parlamentet 10 år
Sändes den 1 januari 2009, men har reprissänts vid ett antal tillfällen.
- Blå laget: Sissela Kyle, Johan Rheborg, Henrik Schyffert, Björn Gustafsson, Petra Mede och Helge Skoog.
- Röda laget: Annika Lantz, Johan Ulveson, Soran Ismail, Henrik Hjelt och Robert Gustafsson.

Valresultat: Blå seger.

### Valspecial 2010
Sändes den 18 september 2010, det vill säga dagen före riksdagsvalet 2010 ägde rum.
- Blå laget: Jonas Gardell, Petra Mede och Johan Wahlström.
- Röda laget: Soran Ismail, Magnus Betnér och Henrik Hjelt.

Valresultat: Röd seger med siffrorna 63 % mot 37 %.

### Valspecial 2014
Sändes den 12 september 2014, två dagar före riksdagsvalet 2014 ägde rum.
- Blå laget: Per Andersson, Sissela Kyle och Pia Johansson.
- Röda laget: Annika Lantz, Soran Ismail och Henrik Hjelt.

Valresultat: Blå seger med siffrorna 68 % mot 32 %.